# Haplophyllum arbusculum
Haplophyllum arbusculum är en vinruteväxtart som beskrevs av Adrien René Franchet. Haplophyllum arbusculum ingår i släktet Haplophyllum och familjen vinruteväxter. Inga underarter finns listade i Catalogue of Life.